# 제임스 건 (영화 감독)
제임스 건(James Gunn, 1966년 8월 5일 ~ )은 미국의 영화 감독, 영화 각본가이다. 2022년 11월부터 DC 스튜디오의 공동 CEO로 재직하고 있다.

## 작품 목록

### 연출
- 슬리더 (2006)
- 슈퍼 (2010)
- 가디언즈 오브 갤럭시 (2014)
- 가디언즈 오브 갤럭시 VOL. 2 (2017)
- 더 수어사이드 스쿼드 (2021)
- 가디언즈 오브 갤럭시 홀리데이 스페셜 (2022)
- 가디언즈 오브 갤럭시: Volume 3 (2023)
- 슈퍼맨 (2025)

### 각본
- 트로미오와 줄리엣 (1996)
- 스페셜스 (2000)
- 스쿠비 두 (2002)
- 스쿠비 두 2: 몬스터 대소동 (2004)
- 새벽의 저주 (2004)
- 벨코 실험 (2016)

### 제작
- 벨코 실험 (2016)
- 더 보이 (2019)